# 曾元福

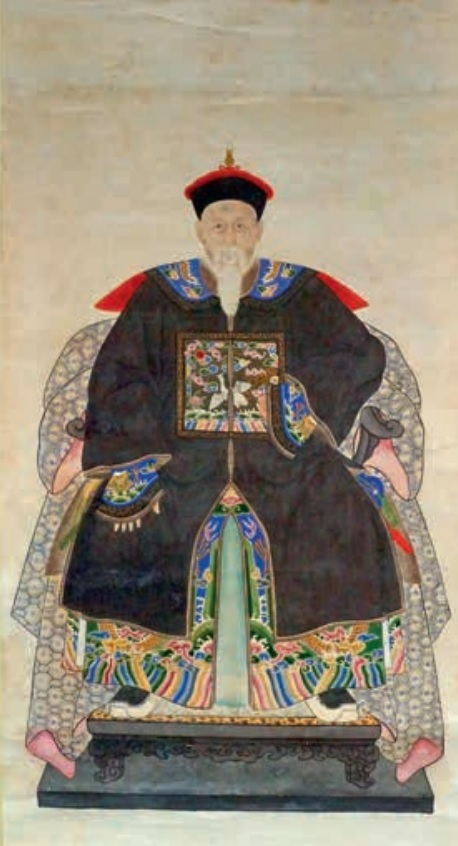
曾元福朝服像

曾元福（1810年—1878年），又名長久，號輯五，為中國清朝武官官員，本籍福建省泉州府晉江縣十一都胡尾鄉。

## 生平
曾元福生於嘉慶15年（1810年），於道光6年（1826年）入行伍，其父亦為軍旅之人。道光22年（1842年）任嘉義營左哨千總，後陞臺灣鎮標右營守備，咸豐元年（1851年）再陞臺灣北路協中營都司、署鎮標左營游擊。咸豐3年（1853年）小刀會黨徒林恭、李石等起事，攻鳳山縣城，時曾元福為署南路營參將，堅守火藥局抗敵。同年五月下旬，分巡臺灣兵備道徐宗幹調兵南下，元福長子曾登瀚自募鄉勇隨軍率先破圍，官軍遂收復鳳山。咸豐11年（1861年）曾元福接署臺灣鎮總兵，乃臺灣綠營最高階將領。
同治元年（1862年）戴潮春事件爆發，曾元福先以記名總兵北路協副將的頭銜參戰，隨後接署一品的水師提督，當時福建陸路提督林文察總辦臺灣軍事，令曾元福與前總兵曾玉明進軍合擊。同治3年（1864年）曾元福再接署總兵，克彰化收復斗六門，同時曾元福次子曾登洲因助軍有功，獲賞換花翎以道員儘先選用。至戴潮春事件平定，曾元福奉命率領台勇往福建截擊太平天國餘黨，轉戰浙贛閩粵，因功獲賞戴花翎，授振威將軍，賜號堅勇巴圖魯。
同治5年（1866年）因福建候補縣丞余辰一案保舉不當，遭左宗棠、徐宗幹奏《臺灣軍功人員褒獎過優請旨撤銷》一摺，曾元福被交部議處，之後因而罷官。爾後一直到同治13年（1874年）牡丹社事件爆發後，幫辦臺灣事宜福建布政使臣潘霨囑曾元福協助招募臺勇五百名，予煙臺稅務司博郎練成洋槍隊，此為臺灣第一支使用洋槍操練的土勇營。同治13年12月13日（1875年1月20日)曾元福陪同船政大臣沈葆楨自台灣府城出發，前往恆春地區勘察，協助恆春設縣一事。至牡丹社事件落幕後，光緒元年（1875年）正月沈葆楨上奏，「提督銜降二級調用記名總兵曾元福，督辦南臺一帶鄉團，倡率大義，聯絡民心，俾臻深固，擬請開復原官免繳捐復銀兩」，因此曾元福再度回到官場奉公。光緒4年（1878年)7月5日逝世，享年69，葬於臺灣府城大南門外窟仔庄（今臺南市灣裡）。

## 大曾與小曾
咸豐、同治年間，臺灣武官中有所謂的大曾與小曾，大曾指曾玉明，小曾指曾元福。兩曾原籍均福建泉州晉江縣，早年均行伍出身均官至臺灣總兵，皆參予平定戴萬生之役，兩人均在臺南置有宅第，且其次子均中舉人。

## 親族
曾元福長子登瀚（1842-1861），咸豐三年（1853）林恭鳳山之變，募勇三百隨中營遊擊夏汝賢，解元福鳳山火藥局之圍。次子登洲，同治9年（1870年）庚午科舉人，廣東即補兵備道，娶板橋望族林維源胞妹林馨娘。三子登庸，知府銜。

## 文物
有一親筆落款的匾額「穀我南彝」敬獻在屏東車城福安宮。